# Pedro Pan Gómez
Pedro Pan Gómez (La Coruña, 28 de agosto de 1876-Madrid, 1952) fue subgobernador del Banco de España durante la Segunda República Española. En julio de 1936 se trasladó a Burgos para crear el banco central de los sublevados durante la Guerra civil española. El 15 de marzo de 1938 pasó a la jubilación.

## Biografía
Hijo de Juan Pan, natural de Oseiro, y de Manuela Gómez, procedente de Cecebre, en la provincia de La Coruña, Pan Gómez se graduó de bachiller en el Instituto de La Coruña en abril de 1897. Más tarde, estudió la carrera de perito mercantil en la Escuela de Comercio de La Coruña.
En agosto de 1897 obtuvo por oposición la plaza de escribiente en la sucursal del Banco de España en Cádiz, desde donde pasó a la de Santiago en 1898 y a la de La Coruña en 1899. Durante su carrera en el Banco de España, ascendió a ayudante, oficial 1.º, 2.º y 3.º hasta la categoría de interventor de la sucursal de Vitoria en 1913. Pasó por Lugo y por La Coruña, para ser destinado en 1919 a París como director de la agencia. En febrero de 1931 tomó posesión como subgobernador 2.º del Banco de España. Un mes después, fue designado subgobernador 1.º

## Guerra Civil
Pedro Pan Gómez fue subgobernador primero del Banco de España durante todo el período republicano. En marzo de 1936, las nuevas autoridades nombraron gobernador del Banco de España a  Luis Nicolau d'Olwer, que se mantuvo en su puesto durante toda la Guerra Civil. Sin embargo, Pedro Pan huyó a Burgos nada más terminar el Consejo del día 15 de julio de 1936, con la intención de hacerse cargo del nuevo Banco de España sublevado de la llamada “zona nacional”. Fue cesado de oficio de su cargo el 4 de agosto de 1936 y sustituido por Julio Carabias Salcedo. Más adelante, el 14 de agosto de 1936 fueron suspendidos de sus funciones todos los consejeros que se habían adherido a la sublevación.
Pan gestionó desde el primer momento lo que sería el Banco de España en Burgos, central del Banco en la zona gestionada por los militares golpistas, ejerciendo en ella como gobernador en funciones. Junto con los consejeros que se habían pasado a la zona franquista, Pan organizó la administración del Banco de España del bando franquista. Cada administración realizó sus propias emisiones de billetes
y facilitó a sus respectivos Gobiernos el dinero necesario para sostener los gastos de la guerra.
El 15 de marzo de 1938 el ministro de Hacienda de la zona franquista, señor Amado, dictó un decreto por el que se creaba el Comisariado de la Banca. Ante la prensa, explicó que el nuevo cargo iba a sustituir a los anteriores cargos de gobernadores del Banco de España, Banco Exterior de España, Banco Hipotecario de España y el Banco de Crédito Local.  Un día después, el 16 de marzo de 1938, fueron nombrados "Consejeros del Banco de España, en nombre del Estado", José Larraz López, Ángel Gutiérrez Martínez y Eduardo Aunós Pérez. La nota de prensa añadía que con esa fecha había sido cesado el subgobernador, "jubilándolo", Pedro Pan Gómez, "y nombrado para sustituirle a don Ramón Artigas".
La llamada sucursal de Burgos del Banco de España no tuvo gobernador hasta abril de 1938, fecha en la que se nombra como Comisario de la Banca oficial a Antonio Goicoechea. Hasta entonces ejercieron esas funciones: Pedro Pan Gómez, como subgobernador primero y Ramón Artigas Gracia, como subgobernador segundo.